# Руснак, Йозеф
Йозеф Руснак (нем. Josef Rusnak, род. 25 ноября 1958, ФРГ) — немецкий сценарист и кинорежиссёр.

## Карьера
Дебютом Руснака как сценариста и режиссёра стал фильм 1984 года «Холодная лихорадка», за который в том же году он получил премию Deutscher Filmpreis как лучший режиссёр. После этого он работал на французском телевидении и снимал эпизоды телесериалов.
В 1997 году он снял «Без всяких условий», «Тихие дни в Голливуде» (с Хилари Суэнк в главной роли) и «Шимански: Швадрон», эпизод телефильма немецкого криминального сериала «Шимански».
В 1998 году он работал вторым режиссёром в фильме Роланда Эммериха «Годзилла». Затем Эммерих выступил продюсером следующего фильма Руснака «Тринадцатый этаж», англоязычного ремейка более раннего немецкого телевизионного мини-сериала «Мир на проводе». Руснак также написал сценарий.
В 2007 году вышел фильм «Стрелок» с Уэсли Снайпсом, где Руснак был режиссёром. В 2008 году он снова работал со Снайпсом — над фильмом «Искусство войны 2: Предательство». Также в 2009 году он выпустил фильм ужасов «Оно живое», ремейк одноимённого фильма Ларри Коэна 1974 года.
В 2010 году он снял драму «Валери» с Франкой Потенте в главной роли. В 2012 году он снял фильм «За гранью».
Руснак был женат на актрисе Клаудии Михельсен до 2001 года. У них есть общая дочь 1996 года рождения.

## Фильмография
- 1984: «Холодная лихорадка»
- 1997: Безвозмездно
- 1997: Тихие дни в Голливуде[англ.]
- 1997: Шимански: Швадрон (TV)
- 1999: Тринадцатый этаж
- 2007: Стрелок
- 2008: Искусство войны 2: Предательство
- 2009: Оно живое[англ.]
- 2010: Валери, также известен как Огоньки
- 2010: Совершенная жизнь
- 2012: За гранью[англ.]
- 2019: Берлин, я люблю тебя